# Спомен-чесма у Вучју
Спомен-чесма посвећена палим борцима Вучја и околине, подигнута је у центру Вучја у облику пирамиде.
На њој је уметнута плоча од белог мермерног камена са текстом: 
Палим борцима Вучја и околине у Народноослободилачком рату 1941-1945. 
Колектив фабрике вунених тканина Вучје, Срез Лесковац.
18. август 1951.